# Маккаби (баскетбольный клуб, Тель-Авив)
«Маккаби» Тель-Авив (ивр. מכבי תל-אביב‎) — израильский баскетбольный клуб из города Тель-Авив. Является самым титулованным баскетбольным клубом Израиля.
Клуб выиграл 57 чемпионатов Израиля (начиная с 1954 года) и 46 кубков Израиля. Команда завоевала 6 титулов чемпионов Европы среди клубов и 9 раз была на втором месте.

## История
Баскетбольный клуб «Маккаби» (Тель-Авив) был основан в 1932 году (до основания государства Израиль). Команда выиграла первый чемпионат Израиля в 1954 году. До начала 70-х была одной из ведущих команд Израиля. С начала 70-х «Маккаби» превратился в доминирующую силу в израильском баскетболе. За последние 47 лет (с 1970 года) команда не выиграла чемпионат Израиля только 7 раз (в 1993 году титул выиграл «Хапоэль» из Верхней Галилеи, в 2008 году «Хапоэль» из Холона, в 2010 снова «Хапоэль» (Гильбоа-Верхняя Галилея), в 2013 году хайфский «Маккаби»), в 2016 году «Маккаби» Ришон Ле-Цион, в 2015 и 2017 годах Иерусалимский «Хапоэль»
Владельцами клуба являются Дэвид Федерман (30 % акций), семья Реканати (30 %), группа Шимона Мизрахи (13 %), Ричард Дитз (17 %) и Бен Ашкенази (10 %). Годовой бюджет клуба в среднем составляет около 18-20 миллионов долларов, из которых по словам Дэвида Федермана 40-45 %, то есть 8-9 миллионов, тратятся на зарплату игроков.
С конца 70-х «Маккаби» начал добиваться значительных успехов в Кубке европейских чемпионов и завоевал титул чемпиона Европы среди клубов в 1977 и в 1981 годах. Звёздами тель-авивского клуба той эпохи были Таль Броди, Олси Пери, Мики Беркович, Джим Ботрайт, Эрл Уильямс. Первым тренером, приведшим «Маккаби» к европейскому титулу, стал Ральф Клайн.
В 90-х годах команда значительно ослабла. И лишь один раз вышла в европейский полуфинал. Ведущими игроками конца 80-х и 90-х были Кевин Мегги, Одед Каташ и Дорон Джамчи. «Маккаби» вернулся в ведущие клубы европейского баскетбола в 2000 году, дойдя до финала Евролиги, где проиграл греческому «Панатинаикосу». В 2001 году «Маккаби» в 3-й раз стал чемпионом Европы, победив в финале Евролиги «Панатинаикос». «Маккаби» также выиграл европейское первенство в 2004, 2005 и 2014 году.
В сезоне 2006 года «Маккаби» проиграл в финале московскому ЦСКА. Звёздами «Маккаби» в последнее десятилетие были Шарунас Ясикявичус, Энтони Паркер, Ариэль Макдональд и Никола Вуйчич.

## Достижения
Межконтинентальный кубок
- Чемпион: 1980
- Финалист: 2014

Чемпионат Европы среди клубных команд
Чемпион:
- 1977 Победа в финале над «Варезе» (Варесе, Италия) 78:77
- 1981 Победа в финале над «Виртусом» (Болонья, Италия) 80:79
- 2001 Победа в финале над «Панатинаикосом» (Афины, Греция) 81:67
- 2004 Победа в финале над «Фортитудо» (Болонья, Италия) 118:74
- 2005 Победа в финале над «Басконией» (Витория, Испания) 90:78
- 2014 Победа в финале над «Реалом» (Мадрид, Испания) 98:86

Финалист:
- 1980 Поражение в финале от «Реала» (Мадрид, Испания) 85-89
- 1982 Поражение в финале от Канту (Канту, Италия) 80-86
- 1987 Поражение в финале от «Олимпии» (Милан, Италия) 69-71
- 1988 Поражение в финале от «Олимпии» (Милан, Италия) 84-90
- 1989 Поражение в финале от «Югопластики» (Сплит, Югославия) 69-75
- 2000 Поражение в финале от «Панатинаикоса» (Афины, Греция) 67-73
- 2006 Поражение в финале от московского ЦСКА 69-73
- 2008 Поражение в финале от московского ЦСКА 77-91
- 2011 Поражение в финале от греческого Панатинаикоса 70-78

Адриатическая лига
- Чемпион: 2012
- Финалист: 2003

Чемпионат Израиля
- Чемпион (57, рекорд): 1954, 1955, 1957—1959, 1962—1964, 1967, 1968, 1970—1992, 1994—2007, 2009, 2011—2012, 2014, 2018—2021, 2023-2024
- Вице-чемпион (7): 1960, 1961, 1966, 1969, 2008, 2010, 2013

Кубок Израиля
- Чемпион (45): 1956, 1958, 1959, 1961, 1963—1966, 1970—1973, 1975, 1977—1983, 1985—1987, 1989—1991, 1994, 1998—2006, 2010—2017, 2021
- Финалист (8): 1962, 1969, 1996, 1997, 2008, 2018, 2023-2024

Кубок израильской лиги «Виннер»
- Чемпион (11): 2007, 2010-2013, 2015, 2017, 2020, 2021-2023
- Финалист (5): 2010, 2015, 2017, 2020, 2024

## Состав команды
| \| Поз. \| № \| Гражд. \| Имя \| Дата рождения (возраст) \| Рост \| Вес \| Звание \| \| ---- \| -- \| ------ \| --------------------- \| ------------------------ \| ------ \| ------ \| ------ \| \| ТФ \| 1 \| \| Джейлен Хорд \| 29 июня 1994 (31 год) \| 203 см \| 102 кг \| \| \| З \| 2 \| \| Джимми Кларк III \| 4 апреля 2001 (24 года) \| 191 см \| 79 кг \| \| \| Ц \| 3 \| \| Марсио Сантос \| 2 ноября 2002 (22 года) \| 204 см \| 115 кг \| \| \| ЛФ \| 4 \| \| Гур Лави \| 27 марта 2001 (24 года) \| 198 см \| \| \| \| ЛФ \| 6 \| \| Урош Трифунович \| 5 декабря 2000 (24 года) \| 201 см \| 96 кг \| \| \| АЗ \| 8 \| \| Лонни Уокер \| 15 декабря 1998 (26 лет) \| 193 см \| 93 кг \| \| \| Ц \| 9 \| \| Роман Соркин \| 11 августа 1996 (29 лет) \| 208 см \| 108 кг \| \| \| ЛФ \| 10 \| \| Ошаэ Бриссетт \| 20 июня 1998 (27 лет) \| 201 см \| 95 кг \| \| \| ТФ \| 11 \| \| Уилл Рэйман \| 1 апреля 1997 (28 лет) \| 203 см \| 101 кг \| \| \| З \| 12 \| \| Джон ДиБартоломео (К) \| 20 июня 1991 (34 года) \| 183 см \| 79 кг \| \| \| З \| 21 \| \| Джефф Даутин \| 10 мая 1997 (28 лет) \| 191 см \| 80 кг \| \| \| ТФ \| 22 \| \| Ти Джей Лиф \| 30 апреля 1998 (27 лет) \| 208 см \| 101 кг \| \| \| З \| 45 \| \| Тамир Блатт \| 4 мая 1997 (28 лет) \| 178 см \| 82 кг \| \| | Главный тренер - Одед Каташ Ассистенты тренера - Ноам Леви - Гай Пнини - Ади Амос Легенда - (К) — Капитан команды Последнее изменение: 12.08.2025 |                              |                       |                          |        |        |        |
| Поз. | № | Гражд.                       | Имя                   | Дата рождения (возраст)  | Рост   | Вес    | Звание |
| ТФ | 1 | Флаг Франции · Флаг США      | Джейлен Хорд          | 29 июня 1994 (31 год)    | 203 см | 102 кг |        |
| З | 2 | Флаг США                     | Джимми Кларк III      | 4 апреля 2001 (24 года)  | 191 см | 79 кг  |        |
| Ц | 3 | Флаг Бразилии                | Марсио Сантос         | 2 ноября 2002 (22 года)  | 204 см | 115 кг |        |
| ЛФ | 4 | Флаг Израиля                 | Гур Лави              | 27 марта 2001 (24 года)  | 198 см |        |        |
| ЛФ | 6 | Флаг Сербии                  | Урош Трифунович       | 5 декабря 2000 (24 года) | 201 см | 96 кг  |        |
| АЗ | 8 | Флаг США                     | Лонни Уокер           | 15 декабря 1998 (26 лет) | 193 см | 93 кг  |        |
| Ц | 9 | Флаг Израиля · Флаг Беларуси | Роман Соркин          | 11 августа 1996 (29 лет) | 208 см | 108 кг |        |
| ЛФ | 10 | Флаг Канады                  | Ошаэ Бриссетт         | 20 июня 1998 (27 лет)    | 201 см | 95 кг  |        |
| ТФ | 11 | Флаг США · Флаг Израиля      | Уилл Рэйман           | 1 апреля 1997 (28 лет)   | 203 см | 101 кг |        |
| З | 12 | Флаг США · Флаг Израиля      | Джон ДиБартоломео (К) | 20 июня 1991 (34 года)   | 183 см | 79 кг  |        |
| З | 21 | Флаг США                     | Джефф Даутин          | 10 мая 1997 (28 лет)     | 191 см | 80 кг  |        |
| ТФ | 22 | Флаг Израиля · Флаг США      | Ти Джей Лиф           | 30 апреля 1998 (27 лет)  | 208 см | 101 кг |        |
| З | 45 | Флаг Израиля                 | Тамир Блатт           | 4 мая 1997 (28 лет)      | 178 см | 82 кг  |        |

### Глубина состава
| Поз | Стартовый     | Скамейка         | Скамейка          | Резерв |
| --- | ------------- | ---------------- | ----------------- | ------ |
| Ц   | Роман Соркин  |                  | Марсио Сантос     |        |
| ТФ  | Джейлен Хорд  | Ти Джей Лиф      | Уилл Рэйман       |        |
| ЛФ  | Ошаэ Бриссетт | Урош Трифунович  | Гур Лави          |        |
| АЗ  | Лонни Уокер   | Джимми Кларк III | Джон ДиБартоломео |        |
| РЗ  | Джефф Даутин  | Тамир Блатт      |                   |        |

### Изменения в составе в сезоне 2025-26
| Поз. | Имя             | Перешёл из                  |
| ---- | --------------- | --------------------------- |
| ЛФ   | Гур Лави        | Гильбоа-Галиль              |
| ТФ   | Ти Джей Лиф     | Нанжинг Манки Кингз         |
| ЛФ   | Ошаэ Бриссетт   | Филадельфия Севенти Сиксерс |
| Ц    | Марсио Сантос   | Ульм                        |
| АЗ   | Лонни Уокер     | Филадельфия Севенти Сиксерс |
| РЗ   | Джефф Даутин    | Филадельфия Севенти Сиксерс |
| ЛФ   | Урош Трифунович | Тофаш                       |

| Поз. | Имя              | Перешёл в          |
| ---- | ---------------- | ------------------ |
| ЛФ   | Мариал Шайок     | Свободный агент    |
| ЛФ   | Рафи Менко       | Гильбоа-Галиль     |
| РЗ   | Омер Майер       | Университет Пердью |
| Ц    | Хасьель Риверо   | Црвена звезда      |
| ЛФ   | Джейк Коэн       | Завершил карьеру   |
| ЛФ   | Леви Рэндольф    | Зенит              |
| Ц    | Тревион Уильямс  | Бахчешехир         |
| РЗ   | Рокас Йокубайтис | Бавария            |

## Результаты по сезонам
2024—2025
- В Евролиге сезон для Маккаби, по прежнему проводившим домашние матчи в Белграде, сложился неудачно. По итогу сезона команда заняла лишь 16-е место.
- Тем не менее, «Маккаби» завоевали кубок Израиля по баскетболу, победив «Хапоэль» (Иерусалим) со счетом 87-72.
- Обе команды вновь встретились в финале чемпионата Израиля по баскетболу. При счёте в серии 1-1, решающая третья игра не состоялась из-за Израильско-Иранской войны, в результате чего чемпион так и не был официально провозглашен.

2023—2024
- В связи с Войной Израиля в секторе Газа, свои домашние матчи в Евролиге Маккаби проводил в Белграде, без зрителей. Несмотря на это, команда уверенно вышла в серию плей-офф, где уступила греческому Панатинаикосу со счетом 2:3
- «Маккаби» повторили достижение прошлого сезона и снова выиграли чемпионат Израиля, победив в серии из трёх игр команду «Хапоэль» Тель-Авив со счётом 2-1.
- Повторение прошлого сезона произошло и в кубке «Winner», где «Маккаби» в финале так же уступили команде «Хапоэль» (Иерусалим) 71-79.

2022—2023
Под руководством Одэда Каташа «Маккаби» показал в основном удовлетворительный результат и слаженную командную игру. Многие ключевые игроки продлили свои контракты с клубом.
- «Маккаби» достаточно уверенно вышел в серию плей-офф Евролиги, где уступил Монако со счётом 2-3.
- Выиграл чемпионат Израиля, победив в серии из трёх игр команду «Хапоэль» Тель-Авив со счётом 2-1.
- В финале кубка «Winner» уступили команде «Хапоэль» (Иерусалим) 61-67.

2021—2022
Для «Маккаби» сезон сложился крайне неудачно. Впервые за 30 лет команда не вышла в финал ни одного из чемпионатов, в которых принимала участие.
- В Евролиге «Маккаби» проиграли все игры в серии плей-офф мадридскому «Реалу» (0:3)
- В полуфинале кубка «Winner» уступили команде «Хапоэль» Тель-Авив 80-90.
- В полуфинале чемпионата Израиля проиграли серию из трёх игр команде «Бней Герцлия» 1-2.

2020—2021
- «Маккаби» неудачно выступил в Евролиге, по итогу не сумев пробиться в серию плей-офф.
- Выиграл чемпионат Израиля, победив в серии из трёх игр команду «Хапоэль» (Гильбоа — Галилея) со счётом 2-1.
- Выиграл кубок «Winner», одолев команду «Хапоэль» Холон со счётом 84-86.

2019—2020
- «Маккаби» неплохо проявил себя на старте Евролиги, но сезон был прерван и впоследствии отменён из-за пандемии коронавируса.
- Выиграл чемпионат Израиля, как и в предыдущем сезоне победив в финале команду «Маккаби» Ришон ле-Цион 86-81.
- Проиграл в финале кубка «Winner», уступив команде «Хапоэль» (Иерусалим) 83-84.

2018—2019
- В Евролиге «Маккаби» повторил результат прошедшего сезона, заняв по итогу десятое место.
- Выиграл чемпионат Израиля, победив в финале команду «Маккаби» Ришон ле-Цион 89-75.

2017—2018
- В Евролиге «Маккаби» не смог добраться до стыковых матчей, заняв по итогу десятое место.
- Проиграл в финале кубка Израиля, уступив команде «Хапоэль» Холон 84-86.
- Выиграл чемпионат Израиля, победив в финале команду «Хапоэль» Холон 95-75.

2016—2017
- Выиграл кубок Израиля, победив в финале команду «Хапоэль» (Иерусалим) 82-68.

2015—2016
- Выиграл кубок Израиля, победив в финале команду «Маккаби» (Ашдод) 83-75.

2014—2015
- Выиграл кубок Израиля, победив в финале команду «Хапоэль» (Иерусалим) 94-76.

2013—2014
- Выиграл кубок Израиля, победив в финале команду «ХаПоэль Эйлат» 80-73.
- Выиграл Евролигу, в финале обыграв Реал Мадрид 98-86.
- Выиграл чемпионат Израиля, победив в финальной серии команду «Маккаби» Хайфа.

2012—2013
- В Евролиге «Маккаби» не смог пробиться в «Финал четырёх», проиграв все игры на стыковых матчах мадридскому «Реалу» (0:3)
- Выиграл кубок Израиля, победив в финале команду «Маккаби» Хайфа 76-68.
- Занял 2 место в чемпионате Израиля, уступив в финале команде «Маккаби» Хайфа 79-86.

2011—2012
- В Евролиге «Маккаби» не смог пробиться в «Финал четырёх», уступив на стыковых матчах греческому Панатинаикосу со счетом 2:3
- Выиграл кубок Израиля, победив в финале команду «Маккаби Ришон-ле-Цион» 82-69.
- Маккаби Тель-Авив стал чемпионом Адриатической Лиги, победив в финале команду Цедевита со счётом 87-77.
- Выиграл чемпионат Израиля, победив в финале команду «Маккаби» (Ашдод) 83—63.

2010—2011
- Маккаби проиграл в финале Евролиги 2011 70-78 греческому Панатинаикосу
- Выиграл кубок Израиля, победив в финале команду «Барак» Нетания 106-70.
- Маккаби выиграл чемпионат Израиля 2011 года победив в финале«Хапоэль» (Гильбоа — Галилея) со счетом 91-64

2009—2010
- В Евролиге «Маккаби» выбыл на стыковых матчах, не пройдя в «Финал четырёх». Уступил «Партизану» со счетом 1:3
- Выиграл кубок Израиля, победив в финале команду «Бней ха-Шарон» 77-70.
- Занял 2 место в чемпионате Израиля, уступив в финале команде «Хапоэль» (Гильбоа — Галилея) 77-90.

2008—2009
- В Евролиге «Маккаби» выбыл на втором групповом этапе, заняв третье место в группе после испанских команд «Барселона» и «Реал».
- Выбыл на раннем этапе розыгрыша Кубка Израиля.
- Выиграл чемпионат Израиля, победив в финале «Маккаби» (Хайфа) 85—72.

2007—2008
- «Маккаби» проиграл в финале кубка Израиля команде «Хапоэль» (Иерусалим) со счётом 89-93.
- «Маккаби» проиграл в финальном матче плей-офф чемпионата Израиля команде «Хапоэль» (Холон) 72-73.
- В Евролиге дошёл до финала, где уступил московскому ЦСКА 77—91.

2006—2007
- «Маккаби» проиграл в четвертьфинале Евролиги московскому ЦСКА.

Заняв в своей подгруппе второе место, как на первой стадии Евролиги, так на втором её этапе, «Маккаби» вышел в четвертьфинале на чемпионов Европы, московский ЦСКА. Армейцы потерпели до четвертьфинала лишь одно поражение в 20 матчах Евролиги. В первой игре в Москве со счётом 80:58 победил ЦСКА. Во втором матче в Тель-Авиве со счётом 68:56 победил «Маккаби». В третьем матче в Москве со счётом 92-71 победил ЦСКА.
- «Маккаби» чемпион Израиля 2006—2007 года.
  - В основном сезоне «Маккаби» заняла первое место
  - В полуфинале победила «Хапоэль» из Верхней Галилеи 93-87.
  - В финале со счетом 80-78 «Маккаби», в драматическом матче, победила «Хапоэль» (Иерусалим)
- Маккаби проиграл в полуфинале кубка Израиля «Бней Ха-Шарон» 87-94.

## Составы — победители Кубка европейских чемпионов, Супролиги и Евролиги
| Кубок чемпионов 1976/77 | Кубок чемпионов 1980/81 | Супролига 2000/01 | Евролига 2003/04 | Евролига 2004/05 | Евролига 2013/14 |
| --- | --- | --- | --- | --- | --- |
| - 4 Менкин - 5 Шварц - 6 Броди - 7 Ароэсти - 8 Перри - 9 Беркович - 10 Индибо - 11 Гриффин - 12 Силвер - 13 Арад - 14 Яффе - 15 Ботрайт - Тренер: Ральф Клайн | - 4 Джарах - 5 Шварц - 6 Добриш - 7 Ароэсти - 8 Перри - 9 Беркович - 10 Керен - 11 Зисман - 12 Силвер - 13 Гершовиц - 14 Уильямс - 15 Ботрайт - Тренер: Руди д’Амико | - 4 Хенефельд - 5 Брискер - 6 Шарп - 7 Хаффман - 8 Паркер - 9 Шелеф - 10 Бурштейн - 11 Савьон - 12 Радович - 13 Чурчич - 14 Макдональд - 15 Стернлайт - Тренер: Пини Гершон | - 4 Бен-Шимуль - 5 Бастон - 6 Шарп - 7 Вуйчич - 8 Паркер - 9 Шелеф - 10 Бурштейн - 11 Гальперин - 13 Ясикявичюс - 14 Шундов - 15 Томас - 33 Блю - Тренер: Пини Гершон | - 4 Фанан - 5 Бастон - 6 Шарп - 7 Вуйчич - 8 Паркер - 9 Шелеф - 10 Бурштейн - 11 Гальперин - 13 Ясикявичюс - 14 Дотан - 20 Комматос - 41 Грин - Тренер: Пини Гершон | - 5 Райс - 6 Смит - 7 Хикман - 8 Инглс - 9 Тайс - 10 Пнини - 11 Жижич - 12 Охайон - 13 Блю - 14 Альтит - 15 Ландсберг - 21 Схорцанитис - Тренер: Дэвид Блатт |

1. 1 2  MVP сезона
2. 1 2 3 4  MVP Финала четырёх

## Официальный сайт
Официальный сайт Маккаби Тель-Авив